# Matachia livor
Matachia livor is een spinnensoort in de taxonomische indeling van de Desidae.
Het dier behoort tot het geslacht Matachia. De wetenschappelijke naam van de soort werd voor het eerst geldig gepubliceerd in 1893 door Urquhart.